# NGC 307
NGC 307 (również PGC 3367 lub UGC 584) – galaktyka soczewkowata (S0), znajdująca się w gwiazdozbiorze Wieloryba. Odkrył ją John Herschel 6 września 1831 roku.
Do tej pory w galaktyce zaobserwowano jedną supernową:
- SN 2008ee, odkryta 16 lipca 2008 przez LOSS, osiągnęła jasność obserwowaną 14,6m.